# Tenkodogo
Tenkodogo est une ville du département et la commune urbaine de Tenkodogo, dont elle est le chef-lieu, située dans la province du Boulgou et la région du Centre-Est au Burkina Faso.

## Géographie

### Situation
Tenkodogo est située à 185 km au Sud-Est de Ouagadougou, entre Koupéla et Bitou.

### Démographie
- En 2003 la ville comptait habitants estimés[2].
- En 2006 la ville comptait 48 359 habitants recensés[1].

## Histoire
Tenkodogo fut la capitale du premier royaume Mossi. Tenkodogo en moré veut dire « la vieille terre ». Elle est, selon la légende, à l'origine du royaume Mossi.
L'une des versions raconte qu'une jeune princesse est née au XIIe siècle dans le royaume du Dagomba au nord de l'actuel Ghana, répondant au nom de Poko, fille unique du roi Nédéga et de la reine Napoko. Son père l'éleva comme un garçon. Cavalière et guerrière émérite, elle se fera appeler Yennenga. Son père eut du mal à la voir comme une femme et ne put se résoudre de la voir se marier et le quitter. N'y tenant plus, Yennenga décida de s'enfuir en pleine nuit sur un bel étalon blanc à la recherche d'un jeune homme.
Fatiguée, elle s'arrêta dans une clairière près d'une case. Un jeune homme en sortit et l'aida. C'était un chasseur Bissa qui chassé des éléphant : son nom était Rialé. De leur union naîtra un fils dénommé Ouédraogo (étalon/cheval mâle) en l'honneur du cheval qui mena la princesse jusqu'au jeune homme. Ouédraogo fut envoyé à l'âge de dix ans visiter son grand père. Le vieux roi était heureux. Il pensait sa fille décédée. Des festivités furent organisées. Sa fille et son gendre rejoignèrent leurs fils. Le roi offrira à la famille cadeaux et escorte de cavaliers. Ces cavaliers se marieront et fonderont des familles. C'est ainsi que sera fondé Tenkodogo.
Le fils de Yennenga et premier Mogho Naba, Naba Ouédraogo continua de régner sur ce royaume et eut lui même deux fils (des Nakomsé) : Naba Rawa et Naba Zoungrana. Naba Rawa se dirigea vers le nord d’où il chassa les Dogons qui migrèrent vers le Mali, et créa le royaume mossi du Yatenga avec pour capitale Ouahigouya. Le second resta dans le royaume de son père et le consolida. Un cousin de Ouedraogo, Diaba Lompo partit vers l’est et créa le royaume du Gourma près de l’actuel Fada N’gourma. Ce dernier royaume ne fait actuellement plus partie officiellement de l’empire Mossi, mais son histoire restera attachée de près à celle de la formation du royaume Mossi issue de la descendance de Yennenga, fille de Nédéga, roi du Dagomba. Aujourd'hui encore, le roi (Mogho Naba) est issu de cette lignée de Ouédraogo.

## Administration
La ville de Tenkodogo est administrativement subdivisée en six secteurs qui regroupent ses quartiers et hameaux environnants.

### Jumelages et accord de coopération
- Tenkodogo est jumelée avec la ville française d'Étaules, en Charente-Maritime[3].
- Une convention de coopération décentralisée, signée en 2006, unit Tenkodogo à la ville française Chinon en Indre-et-Loire[4].

## Économie
Tenkodogo possèdent plusieurs hôtels que sont l'hôtel Laafi et l'hôtel Tieba[réf. nécessaire].

## Transports
La ville est au croisement de la route nationale 16 et de la route nationale 17.
C'est une ville importante pour son trafic commercial en provenance ou à destination du Togo via la RN 16 mais aussi l'aérodrome de Tenkodogo.

## Santé et éducation
Tenkodogo accueille le centre hospitalier régional ainsi que deux centres de santé et de promotion sociale (CSPS) dans son périmètre urbain.

## Culture et patrimoine

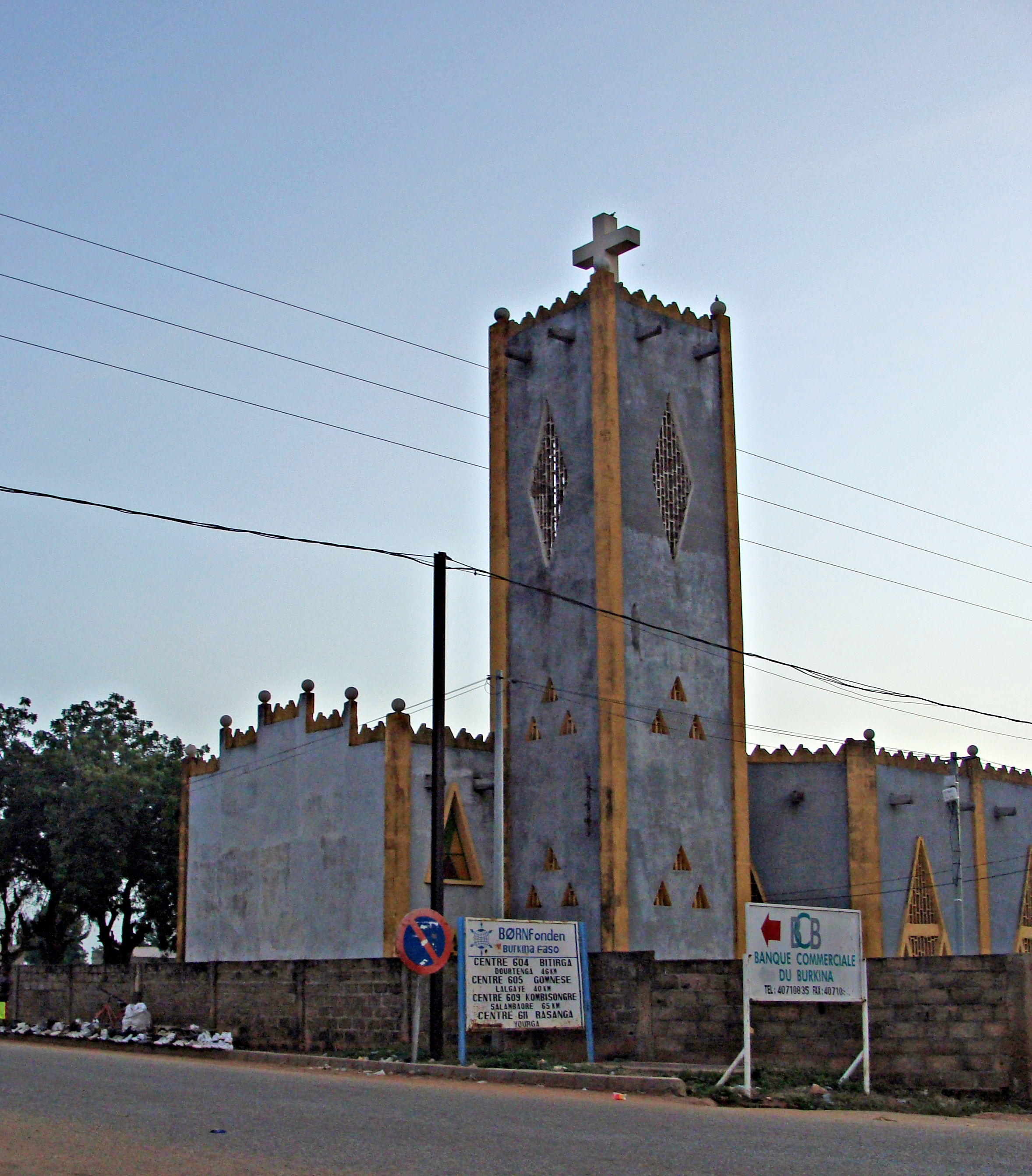
Église de Tenkodogo

Tenkodogo est le siège d'un évêché catholique érigé le 11 février 2012.
Elle possède la mosquée Ahmadiyya de Tenkodogo.

## Personnalités liées à la commune
- Luc-Adolphe Tiao, diplomate et homme politique, y est né.
- Jean-Emmanuel Ouédraogo, journaliste et homme politique, y est né